# Anonychomyrma dimorpha
Anonychomyrma dimorpha é uma espécie de formiga do gênero Anonychomyrma.